# Aenictogiton
Aenictogiton es un género de hormigas, comprende siete especies, con su propia subfamilia, Aenictogitoninae. Todas las especies se conocen solo por los machos de África central y muestran una afinidad filogenética con las hormigas soldados (que están incluidas en la subfamilia Dorylinae). Nada se sabe de las obreras, las reinas y el comportamiento de estas hormigas. Pocas especies no descritas, se conocen de unas pocas colecciones que existen en el mundo.

## Especies
- Aenictogiton attenuatus - Santschi, 1919
- Aenictogiton bequaerti - Forel, 1913
- Aenictogiton elongatus - Santschi, 1919
- Aenictogiton emeryi - Forel, 1913
- Aenictogiton fossiceps - Emery, 1901
- Aenictogiton schoutedeni - Santschi, 1924
- Aenictogiton sulcatus - Santschi, 1919